# Insulin aspart
Insulin aspart, được bán dưới tên thương hiệu Novolog trong số những loại khác, là một loại insulin được sản xuất được sử dụng để điều trị bệnh tiểu đường loại I và loại II. Thông thường nó được thực hiện ngay trước khi ăn. Nó thường được sử dụng bằng cách tiêm dưới da nhưng cũng có thể được sử dụng bằng cách tiêm vào tĩnh mạch. Hiệu quả tối đa xảy ra sau khoảng 2 giờ và kéo dài trong 4 giờ. Nói chung, một insulin tác dụng dài hơn như NPH cũng cần thiết.
Các tác dụng phụ thường gặp bao gồm lượng đường trong máu thấp, phản ứng dị ứng, ngứa và đau tại chỗ tiêm. Các tác dụng phụ nghiêm trọng khác có thể bao gồm kali máu thấp. Sử dụng trong thai kỳ và cho con bú nói chung là an toàn. Nó hoạt động tương tự như insulin của con người bằng cách tăng lượng glucose mà các mô lấy vào và giảm lượng glucose do gan tạo ra. Nó là một dạng sản xuất của insulin người; trong đó một amino acid duy nhất đã được thay đổi.
Insulin aspart đã được phê duyệt cho sử dụng y tế tại Hoa Kỳ vào năm 2000. Tại Vương quốc Anh, NHS có giá khoảng 1,89 bảng/100 đơn vị tính đến năm 2019. Tại Hoa Kỳ, chi phí bán buôn của số tiền này là khoảng US $ 30,00. Năm 2016, đây là loại thuốc được kê đơn nhiều thứ 87 tại Hoa Kỳ với hơn 8 triệu đơn thuốc. Sản xuất liên quan đến nấm men, đã có gen cho insulin aspart đưa vào bộ gen của họ. Những men này tạo ra insulin, được thu hoạch từ lò phản ứng sinh học.

## Sử dụng trong y tế
Kể từ năm 2018, thiếu bằng chứng thuyết phục để kết luận sự vượt trội của insulin aspart so với insulin người ở DM loại 2. Do đó, không rõ lý do tại sao sự thay đổi của người từ insulin người sang insulin aspart. Trong DM loại 1 chúng xuất hiện giúp kiểm soát lượng đường trong máu tốt hơn một chút.

### Khởi đầu của hành động
Thời gian bắt đầu hành động là khoảng 15 phút, hành động cao điểm đạt được trong 45 phút90 và thời lượng là 3 giờ5 giờ. Tuy nhiên, như với tất cả các insulin, những con số này dựa trên mức trung bình và khác nhau giữa các cá nhân do lưu lượng máu, vị trí tiêm, nhiệt độ và tập thể dục.

## Tác dụng phụ
Sự an toàn của insulin aspart ở những người mắc bệnh tiểu đường không khác gì so với insulin thông thường. Các tác dụng phụ thường liên quan đến liệu pháp insulin bao gồm: phản ứng dị ứng, kích thích vị trí tiêm, phát ban và hạ đường huyết. Tác dụng phụ phổ biến nhất là hạ đường huyết. Sử dụng lâu dài insulin, bao gồm cả insulin aspart, có thể gây ra loạn dưỡng mỡ tại vị trí tiêm hoặc tiêm truyền nhiều lần. Để giảm nguy cơ loạn dưỡng mỡ, xoay các vị trí tiêm trong cùng khu vực. Tăng cân cũng có thể xảy ra khi sử dụng insulin aspart và nó được cho là do tác dụng đồng hóa của insulin và giảm glucose niệu. Sử dụng insulin aspart cũng có liên quan đến việc giữ natri và phù.

## Tính chất hóa học
Các thành phần của aspart insulin như sau:
- Ion kim loại - kẽm (19.6 μg/mL)
- Bộ đệm - disodium hydro phosphate dihydrate (1,25 mg/mL)
- Chất bảo quản - 3-methylphenol (m-cresol) (1,72 mg/mL) và phenol (1,50 mg/mL)
- Tác nhân đồng vị - glycerin (16   mg / mL) và natri chloride (0,58 mg/mL).

Độ pH của aspart insulin là 7.2-7.6.